# Corlay
Corlay település Franciaországban, Côtes-d’Armor megyében. Lakosainak száma 913 fő (2022. január 1.). Corlay Canihuel, Le Haut-Corlay, Plussulien, Saint-Martin-des-Prés és Saint-Mayeux községekkel határos.

## Népesség
A település népességének változása:
| Lakosok száma | 1088 | 1071 | 1044 | 1048 | 982  | 959  | 957  | 934  | 922  | 913  |
|               | 1968 | 1982 | 1990 | 2006 | 2013 | 2015 | 2017 | 2019 | 2020 | 2022 |